# Borovno
Borovno (deutsch Borowno) ist eine Gemeinde in Tschechien. Sie liegt sechs Kilometer östlich von Spálené Poříčí und gehört zum Okres Plzeň-jih. Die Katasterfläche beträgt 326 ha.

## Geographie
Borovno befindet sich in 582 m ü. M. am Westrand des Brdywaldes. Das Dorf liegt an der Staatsstraße 19 zwischen Pilsen und Rožmitál pod Třemšínem am rechten Hang des Bradavatales.
Nachbarorte sind Číčov und Hořice im Norden, der noch bis zum 31. Dezember 2015 bestehende Truppenübungsplatz Brdy im Nordosten, Bělehrad und Míšov im Osten, Dolní Borovno und Planiny im Süden, Hořehledy im Südwesten, Těňovice im Westen sowie Záluží und Lučiště im Nordwesten.

## Geschichte
Die erste urkundliche Erwähnung von Borovno stammt aus dem Jahre 1379.

## Gemeindegliederung
Für die Gemeinde Borovno sind keine Ortsteile ausgewiesen. Grundsiedlungseinheiten sind Borovno (Borowno) und Dolní Borovno (Unter Borowno).